# 長澤均
長澤 均（ながさわ ひとし、1956年3月30日 - ）は、日本のグラフィックデザイナー、ファッション史家、オンライン古書店mondo modern（モンド・モダーン）運営者。

## 経歴
埼玉県出身。武蔵野美術大学卒業。1981年にカルチャー雑誌『papier colle』を創刊し、また、同名のデザイン事務所を設立した。4号で廃刊すると創刊号で告知した同誌は1996年の3号まで刊行され、4号目は刊行されていない。川崎市市民ミュージアムでの「バウハウス展」など、展覧会の図録やポスターを制作しているほか、デザインやファッションに関する論考を雑誌に寄稿している。著書に『倒錯の都市ベルリン』や『昭和30年代モダン観光旅行』などがある。

## 著書
- 倒錯の都市ベルリン 1918-1945〜ワイマール文化からナチズムの霊的熱狂へ（1986年、大陸書房）
- パスト・フューチュラマ〜20世紀モダーン・エイジの欲望とかたち（2000年、フィルムアート社）
- BIBA スウィンギン・ロンドン 1965-1974（2006年、ブルース・インターアクションズ）
- ロゴ・モンド〜アートディレクターが選んだhipでcoolなロゴ＆タイポグラフィ集（2006年、グラフィック社）
- Scratch on the Wall〜日本のグラフィティ＋ペインター最前線（2007年、ブルース・インターアクションズ）
- GIRLY PHENOMENON 60/70〜キュートでオシャレなガールズ・シャッションイラスト（2008年、毎日コミュニケーションズ）
- 昭和30年代モダン観光旅行〜絵はがきで見る風景・交通・スピードの文化史（2009年、講談社）
- 流行服〜洒落者たちの栄光と没落の700年（2014年、ワールドフォトプレス）
- ポルノ・ムービーの映像美学〜エディソンからアンドリュー・ブレイクまで 視線と扇情の文化史（2016年、彩流社）
- 20世紀初頭のロマンティック・ファッション〜ベル・エポックからアール・ヌーヴォー、アール・デコまでの流行文化史（2018年、青幻舎）
- Venus On Vinyl 美女ジャケの誘惑（2019年、リットーミュージック）
- コンピュータ ノスタルジア 〜デザインで見る黎明期のパーソナル・コンピュータ（2024年、standards）

## 監修
- OSSIE CLARK ロマンティック・キングダム 1965-1974（2007年、ブルース・インターアクションズ）
- BIBAを作った女〜バーバラ・フラニッキ自伝（2008年、ブルース・インターアクションズ）
- ショッキング・ピンクを生んだ女〜スキャパレリ自伝（2008年、ブルース・インターアクションズ）

## 共著
- クラブとサロン（1991年、NTT出版）
- クラブ・ミュージックの文化史（1993年、宝島社）
- 身体の未来（1998年、トレヴィル）